# Stefanie Kley
Stefanie Kley ist eine deutsche Soziologin.

## Leben
Sie wurde 1996 Diplom-Sozialwirtin an der Hochschule für Wirtschaft und Politik und 2003 Diplom-Soziologin an der Universität Hamburg. Nach der Promotion 2008 an der Universität Bremen ist sie seit dem Sommersemester 2016 Professorin für Soziologie, insbesondere Ökologisierung und quantitative Methoden der Sozialforschung an der Universität Hamburg.

## Schriften (Auswahl)
- Migration und Sozialstruktur. EU-Bürger, Drittstaater und Eingebürgerte in Deutschland. Berlin 2004, ISBN 3-8325-0735-3.
- Migration im Lebensverlauf. Der Einfluss von Lebensbedingungen und Lebenslaufereignissen auf den Wohnortwechsel. Wiesbaden 2009, ISBN 978-3-531-16712-1.